# Kildare South
Kildare South is een kiesdistrict in Ierland dat gebruikt wordt voor verkiezingen voor Dáil Éireann, het lagerhuis van het Ierse parlement. Het district werd gevormd in 1997 en omvat het zuidwestelijke deel van het graafschap Kildare met als belangrijkste plaats Kildare. Sinds de vorming heeft Kildare South 3 zetels. Bij de herindeling is 2012, voor de verkiezingen van 2011 werd een klein deel van het kiesdistrict overgeheveld naar het nieuwe district Laois.

## Referendum
Bij het abortusreferendum in 2018 stemde in het kiesdistrict 70,7% van de opgekomen kiezers voor afschaffing van het abortusverbod in de grondwet.